# Élisabeth Boots
Élisabeth Boots est une religieuse cistercienne qui fut la 12e abbesse de l'abbaye de la Cambre.

## Héraldique
d’or au cerf élancé au naturel, au chef d’azur, à trois étoiles à six rais d’or